# Scopula formosana
Scopula formosana är en fjärilsart som beskrevs av Louis Beethoven Prout 1934. Scopula formosana ingår i släktet Scopula och familjen mätare. Inga underarter finns listade.